# 梁翹柏
梁翹柏（英語：Kubert Leung，1963年1月10日—）是香港音樂人、歌手、監製。

## 簡歷
梁翹柏出生於香港，曾就讀模範英文中學。
1980年代初，梁翹柏與Beyond樂隊鼓手葉世榮，主音歌手黃家駒曾經共事於當時位於銅鑼灣希慎道新寧大廈（現已重建為利園三期）的德高保險有限公司任職保險推銷員。
1988年，與剛從Beyond離隊的劉志遠重組樂隊浮世繪，該樂隊經理人同為Beyond樂隊的陳健添，兩人繼續在音樂方面進行實驗和探索。
1990年初樂隊解散後到美國紐約市立大學攻讀電影研究學士及碩士學位。學成回港後擔任幕後，為許多歌手(盧巧音、王菲、陳奕迅、楊千嬅、周筆暢等)作曲、編曲、監製唱片，擔任演唱會音樂總監。並有參與電影配樂。
2002年自資推出個人專輯《追憶逝水年華》，包辦詞曲、演唱、編曲、監製及攝影、封套設計。2006年自編自導60分鐘影片《美好時光》。
近年主力在中國大陆發展，如擔任《我是歌手》4季節目、《歌手》4季節目的音樂總監，以及其他大型音樂節目的評審或音樂總監。

## 音樂作品

### 1992年
- 周慧敏 - 情歸何處（曲、詞）

### 1999年
- 張　茵 - A Trip To The Moon（曲、編、監）
- 張　茵 - 人造衛星（曲、編、監）
- 張　茵 - 星空奇遇（曲、編）
- 張　茵 - 月亮旅程（曲、編）
- 莫文蔚 - 最高分數（曲、編）
- 許志安 - 高攀你的排行榜（曲）
- 彭　羚 - 你一半 我一半（曲）
- 盧巧音 - 人氣急升（監）
- 盧巧音 - 感官世界（監）
- 盧巧音 - 新陳代謝（監）
- 盧巧音 - 一毫米（監）
- 盧巧音 - 蝴蝶吻（詞、監）
- 盧巧音 - 長夜 My Love Goodnight（監）
- 盧巧音 - 聽雨的歌（監）
- 盧巧音 - 絲路（監）
- 盧巧音 - 你太好（監）
- 盧巧音 - 我愛廚房（監）
- 盧巧音 - 我好想他（監）
- 盧巧音 - 麻醉（監）
- 胡　兵、瞿　颖 - 不只是朋友（曲）

### 2000年
- 吳克群 - 音樂頻道（曲）
- 范瑋琪 - 潔癖（曲）
- 陳奕迅 - 戲迷情人（編、監）
- 黃耀明 - 迷戀荷爾蒙（曲）
- 葉佩雯 - 全新體驗（編）
- 鄭秀文 - 緊張（編）
- 盧巧音 - 色與情（編、監）
- 盧巧音 - 暖色（監）
- 盧巧音 - 紅紅是......（監）
- 盧巧音 - 深藍（監）
- 盧巧音 - 白與黑（曲、詞、編、監）
- 盧巧音 - 白光（編、監）
- 盧巧音 - 紫醉金迷（監）
- 盧巧音 - 綠化作用（監）
- 盧巧音 - 日落日出（曲、詞、編、監）
- 盧巧音 - 霎！（編、監）
- 盧巧音 - 心藍（監）
- 盧巧音 - 黃月亮（編、監）
- 盧巧音 - 情與變（編、監）
- 盧巧音 - 代你發夢（監）
- 盧巧音 - 周日床上（曲、編、監）
- 盧巧音 - 夜燃燒（監）
- 盧巧音 - 日有所思（編、監）
- 盧巧音 - 我想國（編、監）
- 盧巧音 - 佛洛依德愛上林夕（曲、編、監）
- 盧巧音 - 女魔術師的催眠療法（編、監）
- 盧巧音 - 世界盡頭•冷酷異景（編、監）

### 2001年
- 王　菲 - 光之翼（曲、編、監）
- 王　菲 - 等等（監）
- 王　菲 - 打錯了（編、監）
- 王　菲 - 有時愛情徒有虛名（編、監）
- 王　菲 - 流年（監）
- 王　菲 - 夜會（曲、編、監）
- 王　菲 - 流浪的紅舞鞋（監）
- 王　菲 - 流浪的紅舞鞋（鋼琴版）（監）
- 王　菲 - 迷魂記（編、監）
- 王　菲 - 不眠飛行（監）
- 王　菲 - 心路（編、監）
- 王　菲 - 女皇的新衣（編、監）
- 李克勤 - 前後腳（曲、編）
- 林海峰 - 中學生應否談戀愛（編）
- 張　茵 - 下午茶（曲、編、監）
- 張　茵 - 難得有情人（監）
- 陳慧琳 - 世界之最（曲、編）
- 陳慧珊 - 自在（曲、編、監）
- 葉佩雯 - 我一個人走（編）
- 盧巧音 - 刀槍不入（編、監）
- 盧巧音 - 生於和平區（曲、編、監）
- 盧巧音 - 無痛分手（編、監）
- 盧巧音 - 吶喊（編、監）
- 盧巧音 - 一個人在途上（編、監）
- 盧巧音 - 風鈴（編、監）
- 盧巧音 - 無題（編、監）
- 盧巧音 - Hello吉蒂（編、監）
- 盧巧音 - 女吸血鬼的情歌（曲、編、監）
- 盧巧音 - 半本通書（編、監）
- 盧巧音 - 去你的婚禮（監）
- 盧巧音 - 愛將我們撕開（編、監）

### 2002年
- 王秀琳 - 獨立品牌（編、監）
- 王秀琳 - 萬花筒（曲、編、監）
- 王秀琳 - 花的孩子（曲、編、監）
- 李克勤 - 兩個細路（曲、編、監）
- 李克勤 - 給自己的情書（編、監）
- 彭　羚 - 上海寶貝（編、監）
- 彭　羚 - 若無其事（監）
- 楊千嬅 - 男女關係科（曲、編）
- 楊千嬅 - 適量運動與均衡飲食（曲、編、監）
- 楊千嬅 - 音樂盒（曲、編、監）
- 鄭希怡 - 花心機（曲、編、監）
- 盧巧音 - 亂世佳人（曲、編、監）
- 盧巧音 - 大人國漫遊（曲、編、監）
- 盧巧音 - 半日假期（曲、編、監）
- 盧巧音 - 自學青年（編、監）
- 盧巧音 - 天下（編、監）
- 盧巧音 - 藥師佛心咒（編、監）

### 2003年
- 陳奕迅 - 真相（曲）
- 陳奕迅 Feat. 關淑怡 - 謊言（曲）
- 楊千嬅 - 啼笑因緣（曲、編、監）
- 盧巧音 - 站站舞（曲）
- 盧巧音 - 拉丁夜晚（曲）
- 盧巧音 - 你留我在此（編、監）
- 盧巧音 - 刺（曲）

### 2004年
- 盧巧音 - 一年五季（曲）

### 2005年
- 陳奕迅 - 一夜銷魂（曲、編、監）
- 陳奕迅 - 浮城（曲、編、監）
- 陳奕迅 - 早開的長途班（曲、編、監）
- 盧巧音 - 露西（3,180,000 B.C. - ）（編、監）
- 盧巧音 - 天外飛仙（曲、編、監）
- 盧巧音 - 阿修羅樹海（編、監）
- 盧巧音 - 隔岸觀音（編、監）
- 盧巧音 - 一念天堂（編、監）
- 盧巧音 - 步天歌（編、監）
- 盧巧音 - 女書（曲、編、監）
- 盧巧音 - 笛卡兒的長生殿（編、監）
- 盧巧音 - 迷魂經（編、監）
- 盧巧音 - 敵托邦的拾荒姑娘（編、監）
- 盧巧音 - 阿修羅樹海（國）（編、監）
- 盧巧音 - 露西（3,180,000 B.C. - ）（國）（編、監）

### 2006年
- 陳奕迅 - 最後的嬉皮士（曲、編、監）
- 陳奕迅 - 白玫瑰（曲、編、監）

### 2007年
- 周筆暢 - 夢想在望（曲）
- 周筆暢 - 天使之城（曲）
- 周筆暢 - 那個我 對我說（曲）
- 容祖兒 - 間接傷害（曲）
- 陳奕迅 - 紅玫瑰（曲）
- 陳奕迅 - 第一個雅皮士（曲）
- 陳奕迅 - 親近（曲、詞）
- 盧巧音 - 千歲（曲）

### 2010年
- 何　潔 - 奇幻夜（曲）
- 張學友 - 熱辣辣（曲）

### 2011年
- 楊千嬅 - 聖女不敗（曲）

### 2012年
- 李霄雲 - 可能（編）
- 周筆暢 - 走！（曲）

### 2013年
- 鄧麗欣 - 踏·空（曲）
- 姚贝娜 - 愛無反顧（曲、監）

### 2014年
- Josie & the Uni Boys - 好女孩（曲、編、監）
- Josie & the Uni Boys - 奻（監）
- Josie & the Uni Boys - Johnny Depp（監）
- Josie & the Uni Boys - 1001羅夏克（編、監）
- Josie & the Uni Boys - 哪兒都一樣（監）
- Josie & the Uni Boys - Love Song（監）
- Josie & the Uni Boys - Rule Your World（監）
- 王　菲 - 匆匆那年（曲、編、監）

### 2015年
- 周筆暢 - 關於我們（曲、編、監）
- 韓　紅 - 我愛故我在（曲、編、監）

### 2016年
- 林宥嘉 - 全世界誰傾聽你（曲）

### 2017年
- 林憶蓮 - 我不能忘記你（曲）

### 2020年
- 周　深 - 啟示（監）

### 2021年
- 陳奕迅 - 不期而遇的夏天（曲）
- 廖嘉敏 - 月滿繁星夜（曲、詞）